# Anatoliy Albul
Anatoly Mikhaylovich Albul (né le 1er août 1936 à Leningrad et mort le 13 août 2013 à Saint-Pétersbourg) est un lutteur libre soviétique.

## Historique
Anatoly Mikhaylovich Albul est né à Leningrad en 1936. Aux Jeux Olympiques de Rome, en 1960, il remporte la médaille de bronze puis, aux championnats du monde de 1963, il remporte la médaille d'argent.